# مارتينا فرنانديز (لاعبة كرة قدم)
مارتينا فرنانديز فيلا (من مواليد 1 أكتوبر 2004) هي لاعبة كرة قدم إسبانية تلعب كمدافعة أو لاعبة وسط في نادي برشلونة في الدوري الإسباني الدرجة الأولى ومنتخب إسبانيا تحت 23 عامًا. كما أنها قائدة فريق برشلونة للسيدات.
انضمت إلى برشلونة في قسم الشباب النسائي في عام 2018. في عامها الأول مع النادي، بقيت مع عائلتها في مقاطعة جيرونا، على بعد أكثر من 150 كيلومترًا (93 ميلاً) من برشلونة، وسافرت مع لاعبات الآخريات للتدريب. غالبًا ما تجاهلت عائلتها الضريبة التي تكبدتها، ثم طلبت دعمها للعيش في مدرسة في برشلونة؛ بعد نصف موسم من هذا الوضع، أجبرتها جائحة كوفيد-19 على العودة إلى أورديس. عادت فرنانديز إلى برشلونة في وقت لاحق من العام مع أختها الكبرى. عندما افتتح النادي مركز أوريول تورت للتدريب، بما في ذلك سكن الطالبات كجزء من لا ماسيا.
لعبت أول مباراة رسمية مع الفريق الأول في فبراير 2022، لتصبح واحدة من أصغر الوافدات الجدد في الفريق الأول. شاركت في خمس مباريات في الدوري وكأس الملكة في موسمي 2021–22 و2022–23. ثم لعبت دورًا أكبر في موسم 2023–24، بسبب عدد كبير من الإصابات التي لحقت بمدافعي الفريق الأول، مما أدى إلى ترسيخ نفسها كمدافعة مركزية. ظهرت لأول مرة في دوري أبطال أوروبا للسيدات في 13 ديسمبر 2023 ضد روزينجارد، وسجلت هدفها الأول لبرشلونة في الدقيقة 92 من هذه المباراة.